# 尾獸

火影忍者中的尾兽和祭品之力，中間：一尾、我愛羅；左上：二尾、柚木斗；左下：三尾、矢蒼；右上：四尾、老紫；右下：五尾、漢。

火影忍者中的尾兽和祭品之力，左上：六尾、泡沫；左下：七尾、芙；右上：八尾、殺人蜂；右下：九尾、漩渦鳴人。

尾獸是日本漫畫《火影忍者》中的妖獸，共有九隻，牠們依次有不同的尾巴數量及不同的查克拉性質，皆擁有巨大的力量，但是木遁能夠壓制住尾獸的力量，有些尾獸還會受限於某些特定的力量，例如第四代風影能以磁遁操控砂金抑制一尾守鶴，動畫版的少年幽鬼丸也能用他的特殊能力控制三尾。
漫畫404話「曉」和「鷹」進行組織合作時提到初代火影柱間曾控制過一批尾獸，忍者大戰時將牠們分配到忍者五大國，作為簽訂和平條約的條件，維持彼此實力均衡。
尾獸的力量為「曉」所垂涎，之後一尾至七尾、被八尾當作替身的一隻腳還有雲忍金角&銀角足以尾獸化的九尾查克拉被「曉」封印。漫畫353話提及九尾必須最後封印，不然外道魔像會因為封印失去平衡，進而導致崩潰。
此外，《火影忍者疾風傳劇場版：牽絆》中出現過原創妖獸「零尾」零蛇，由神農召喚，是帶有面具、果凍長條體的闇黑查克拉的聚集體，具有吸收查克拉的能力，雖然名字叫零尾，但不屬於十尾的一部份。
漫畫467話鳶提到了作為九隻尾獸集合體的十尾，並從上古時代被六道仙人分散成一尾至九尾。
每隻尾獸都有由六道仙人取的名字，並在漫畫572話全部公開。

## 資料

### 關於尾獸
尾獸是火影忍者中於民間作亂的九大妖獸，作者岸本齊史將日本傳說中的妖怪活用在作品內，並利用想像力將一些妖怪做變化和改編，與傳統日本傳說的妖怪有很大的差異，亦與真實的歷史並無關連。
尾獸是具有強大查克拉量的九隻妖怪，在故事中因擁有強大力量而對人們造成威脅，故各自被封印在人體內，作為容器之人稱為「祭品之力」（中國大陸譯人柱力），早期連載期間，網路上有訛傳稱九尾擁有無限查克拉量，但作者岸本齊史並未在其任何一本出版書中提過「九尾查克拉無上限」。此外，八尾及其祭品之力初次對決鬼鮫時，當其被忍刀鮫肌吸收查克拉後由尾獸狀態2退回狀態1，證明尾獸的查克拉量有限。
網路上曾盛傳歷史上在日本出現過「尾獸大戰」的神話故事。第一部沒有提過尾獸這一名詞，亦無稱呼守鶴為一尾。尾獸大戰的名單除了故事早期出現的九尾、守鶴、貓妖、磯撫...等等皆可在妖怪相關作品找到資訊以外，其餘與後續連載屢有出入。例如該傳說八尾是八岐大蛇，但作品中的八尾是長著章魚腳的巨牛。火影第一部漫畫隻字未提尾獸，加上者之書350頁作者的設定畫集中，二尾的部分提到「因為世上已經存在貓妖這種妖怪，所以很好想像」。但當時三尾的部分並未提到磯撫之名，亦無提到有參考現實妖怪之說，直到漫畫後期才獲得證實。其他日本神怪漫畫亦無九大尾獸出現。
在四代火影與九尾封印戰中呈現出「被封印部分査克拉後，九尾明顯變小了」，後來鳴人抽取九尾査克拉並加以控管後，九尾本體縮成皮包骨，儘管九尾仍能夠以怨念自行發動「尾獸玉」，並可在其尾獸査克拉被利用時趁機反過來抽取人柱力本身的査克拉，據此推論尾獸的査克拉跟體型有所關聯。 
在天地橋一戰，小櫻被妖狐外衣所傷，九尾査克拉如毒一般滲入皮膚，就算用醫療忍術治療，恢復的速度也很緩慢。動畫火之寺篇曾出現能吸取他人査克拉及其性質變化的女忍者不風，她在吸收鳴人的査克拉時因其身體無法承受九尾査克拉以致被迫中斷攻勢。而在雲隱甚至有人仿效金角&銀角獲得九尾之力的方式去食用八尾觸角，結果反而死亡。推測尾獸査克拉除了透過擁有強大封印加以控制的祭品之力（包括第四次忍戰鳴人將自己與尾獸結合的査克拉分給忍界聯軍）、大筒木一族後代的六道之力以及曾容納所有尾獸之力的初始軀殼「外道魔像」之外，大多數的情況都無法直接取用，但仍有例外：鬼鮫曾多次以忍刀鮫肌吸取殺人蜂八尾狀態二（相當於六條尾巴）的査克拉來使用，有著「沒有尾巴的尾獸」之稱。
漫畫572話九尾回憶中，六道仙人在臨終前對九隻尾兽说：“终將有一天，你们要合为一體。”即暗示九隻尾獸能結合成一股更為強大的力量。而十尾已於漫畫609話復活。但其後因一尾至七尾被鳴人、佐助、眾火影及忍者聯軍拉出十尾人柱力帶土的身上而解體。漫畫656話我愛羅說服一尾並聯同眾尾獸前往支援鳴人。其後宇智波斑和大筒木輝夜先後取回眾尾獸的力量，之後再度被鳴人等人解放。

### 關於祭品之力
- 作品內有一些人將尾獸封印在人的體內，主角漩渦鳴人也是祭品之力其中一人。祭品之力跟尾獸一樣都是九位，而且只要是身為祭品之力，大都會被全村人歧視，沒有人緣而乏人關心。因為一般人認為祭品之力是怪物，而且情緒不穩定。只要祭品之力受到刺激就會化身成為尾獸，變成村裡的不定時炸彈，再度讓村子陷入危機，但也有例外。
- 地達羅曾提及祭品之力個性都很孤僻、討厭人群，曉的其他成員在捕獲我愛羅之前就已經捕獲兩個祭品之力（從漫畫和動畫原創可得知是指五尾與七尾），當時他們的親友和村民都見死不救，甚至有人感到很高興。像鳴人和我愛羅般受到別人的喜愛則是少之又少，顯示有許多祭品之力是在孤立無援的處境下被曉成員捕獲。
- 漩渦一族擁有強韌的生命力，鳴人母親就是漩渦一族的後代，在九尾被抽出後並沒有立即死亡，帶土認為這在祭品之力裡面是相當罕見的。
- 漫畫413話殺人蜂對戰鷹小隊時提到幻術能透過尾獸的協助破解，所以對於能夠控制尾獸的祭品之力來說幻術是無效的。
- 除了以祭品之力的方式驅使尾獸之力外，還有兩種方式可以控制尾獸。第一種就是寫輪眼，根據作品中描述宇智波斑的寫輪眼強大到可以完全主宰九尾的意志，還能將九尾當成通靈獸來使用，後來宇智波帶土（鳶）也在斑的傳授下擁有這種能力；第二種就是千手一族的木遁，初代火影千手柱間能夠使用「木遁」的力量來抑制「尾獸」的査克拉，甚至將尾獸分配給五大國，以尾獸之力量平衡各國實力，可見千手柱間曾經控制著數頭尾獸。後來大和在天地橋之戰使用木遁抑制漩渦鳴人的九尾化，宇智波帶土在對上殺人蜂時也利用木遁牽制八尾的攻擊。木遁能夠起到做到物理上的囚禁與抑制力量的作用，但相較寫輪眼而言，功能與控制較為有限。

## 一尾
守鶴（聲優：岩崎浩（日本）；陳宏瑋→江志倫→陳幼文（台灣）；馮錦堂（香港））
所屬忍者村：砂隱
封印術：不明
能力：磁遁、風遁、封印術
特徵：擁有一條大尾巴的貍貓，體色為土黃色，身上有代表風神圖案的紫羅蘭色紋身，守鶴能將身上的紋身構築成封印術式藉以施展封印術。曾封印在風之國一座寺廟的茶釜中。
名字源自日本傳說《分福茶釜》裡茂林寺的住持。
祭品之力：分福→我愛羅
來自於風之國的「第五代風影」我愛羅，和漩渦鳴人類似，從小就被村裡的人視為怪物，對他避之唯恐不及，即使是他親生父親「第四代風影」也覺得我愛羅是一個無法控制的生物，多次派部下去暗殺我愛羅，導致我愛羅幼小心靈扭曲，對於父親、哥哥勘九郎、姐姐手鞠都只有「憎恨和殺意」。直到和鳴人的交手，我愛羅體悟到保護重要的人的力量，遠遠勝過憎恨。就在他成為風影之時，也曾跟哥哥勘九郎說過，他與風之國村民的冷漠是可以改變——靠不斷的付出去贏得別人的認同。為了保護村民而被迪达拉擊敗並擒獲，其後被抽出一尾而死亡，但因千代婆婆以轉生忍術使我愛羅復活，然而千代因此離世。
千代提及砂忍歷史中曾出現三個祭品之力（包含我愛羅）。
八尾在第四次忍戰時提及守鶴與九尾關係不合，因為九尾喜歡用尾巴的數量區分實力。
根據漫畫透露，沙之守鶴的第一任人柱力是一位備受監禁的僧人分福，他不會以人獸之別去區分，守鶴曾認為沒有人像他一樣，但分福堅信守護及引導守鶴的人終會出現，後來那個人就是我愛羅。
我愛羅和守鶴回憶中可得知，他們的關係由最初敵對到我愛羅認識鳴人後開始改变，當斑開始捉拿尾獸時，我愛羅拚命保護守鶴，守鶴也擔心我愛羅安全，因此可見兩者早已建立出友情。

## 二尾
又旅（聲優：白石涼子（日本）；郭馨雅（台灣）；劉惠雲（香港））
所屬忍者村：雲隱
封印術：不明
能力：火遁
特徵：擁有兩條尾巴，全身如同燃燒著藍色火焰的藍色妖貓，耳朵大而尖，右眼是黃、左眼是青，牙齒為雙面鋸齒型，全身如同燃燒著藍色火焰
構想源自日本傳說的妖怪貓又，據說貓要是活過100年以上，尾巴將分裂為兩條化作妖怪。
祭品之力：二位柚木斗
雷之國的雲忍二位柚木斗，能憑自身意志化身成尾獸的完全體，在與「曉」飛段和角都的戰鬥中，雖以尾獸化的型態全力戰鬥，但被飛段的「咒術·死司憑血」重傷並擒獲，其後被抽出二尾而死亡。在畫冊當中，作者岸本齊史曾提到柚木斗是雲忍者村的偉大人物，連八尾的祭品之力殺人蜂都相當尊敬她。漫畫515話中被兜以「穢土轉生」之術召喚出來，準備參加大戰。漫畫544話中被鳶做成自己專屬的培因六道後，跟鳶一樣擁有寫輪眼（右眼）與輪迴眼（左眼）之力。
動畫409話的原創劇情中提及身為宇智波一族情報源及掌管一家定制忍器店的猫婆在過去委託雲忍二位柚木斗代為解決二尾又旅，後來又請第七班擊敗另一隻統治貓界的雙尾貓，得以完成了以前宇智波鼬交付給佐助的任務中最困難的兩項。
值得注意是柚木斗和殺人蜂都是能夠完全控制尾獸，由此可見四代雷影管理下的雲忍者村十分重視人柱力的訓練。

## 三尾
磯撫（聲優：宗矢樹賴（日本）；傅品晟（台灣）；朱子聰（香港））
所屬忍者村：霧隱
封印術：不明
能力：水遁
特徵：擁有三條螯蝦狀尾巴的灰色烏龜，漫畫中出場時祭品之力就已不復存在，以野生的狀態生活在湖泊底處。
名字源自日本傳說的妖怪磯撫。
祭品之力：野原凜→「第四代水影」矢倉
三尾屬霧隱所有。629、675話所述，野原凜曾被宇智波斑植入三尾和用於操控的符咒，之後刻意讓她逃回木葉，斑再操控霧忍去追殺凜，透過凜的死來利用帶土；凜為了擺脫符咒的操控，趁著卡卡西用雷切攻向霧忍時，衝到雷切前面自殺身亡。之後三尾被封印至「第四代水影」矢倉，其左眼下有一道疤痕，可以熟練操作尾獸，和泡沫跟「曉」的干柿鬼鮫同屬霧忍，且跟泡沫同樣身為祭品之力；在鬼鮫的回憶中，矢倉在擔任水影時被鳶用寫輪眼所操控，在他死後三尾回歸野生並被地達羅擒獲。漫畫515話中被兜以「穢土轉生」之術召喚出來，準備參加大戰。漫畫544話中被鳶做成自己專屬的培因六道後，跟鳶一樣擁有寫輪眼（右眼）與輪迴眼（左眼）之力。
在動畫原創情節中出現一名隸屬音忍麾下叫幽鬼丸的少年擁有控制三尾的特殊能力，但最終控制失敗，之後隨著紅蓮離開並就此隱居。

## 四尾
孫悟空（聲優：安元洋貴（日本）；馬國堯（台灣）；盧國權（香港））
所屬忍者村：岩隱
封印術：不明
能力：熔遁
特徵：擁有四條恐龍狀尾巴的红毛猿猴，強壯的身軀儲存融化一切的炙熱岩漿，額頭上冠之角有像孫悟空的金剛環。劇情中以「孫」作為其簡稱。
名字源自中國小說《西遊記》的仙猴王孫悟空。
祭品之力：老紫
土之國的岩忍老紫，一身武士裝束，個性固執，從小就被四尾寄宿，在成為人柱力時聽一遍就記住了孫悟空的名字，擔任人柱力長達四十多年，為了控制四尾的強大力量而四處旅行，經過長年修煉後能夠使用四尾的「熔遁」，和泡沫一樣捨棄村子。漫畫中出場時已經被「曉」干柿鬼鮫以水遁擊敗並擒獲，其後被抽出四尾而死亡，漫畫515話中被兜以「穢土轉生」之術召喚出來，準備參加大戰。漫畫544話中被鳶做成自己專屬的培因六道後，跟鳶一樣擁有寫輪眼（右眼）與輪迴眼（左眼）之力，在四尾的黑棒被鳴人拔出後感嘆自己和四尾或許當初能選擇其他道路，意識即將消失之際再次道出四尾的名字。

## 五尾
穆王（聲優：園崎未惠（日本）；曾允凡（台灣）；陸惠玲（香港））
所屬忍者村：岩隱
封印術：不明
能力：蒸氣、沸遁
特徵：擁有五條純白尾巴，海豚的頭和馬的身體合成的白色巨獸。
祭品之力：藩
土之國的岩忍藩（ハン），其特徵為頭戴紅色笠帽、全身紅色蒸氣盔甲、背持冒煙葫蘆，同時是一位會施展蒸氣忍術的忍者。外道魔像在吸收一尾前顯示已經封印兩隻尾獸，隨後地達羅證實當時在捕獲我愛羅之前就已經擊敗兩個祭品之力（從漫畫和動畫原創可推知是指五尾與七尾）。漫畫515話被兜以「穢土轉生」之術召喚出來，準備參加大戰。漫畫544話中被鳶做成自己專屬的培因六道後，跟鳶一樣擁有寫輪眼（右眼）與輪迴眼（左眼）之力，五尾對於被人控制感到不滿有意反抗，但仍被鳶以査克拉鎖鏈給制服。

## 六尾
犀犬（聲優：入野自由（日本）；林佑俽（台灣）；鄧港文（香港））
所屬忍者村：霧隱
封印術：不明
能力：溶遁
特徵：擁有六條乳白色尾巴的蛞蝓尾獸。
祭品之力：泡沫
來自於水之國的霧忍泡沫（ウタカタ），其特徵為身上穿上一件天藍色寬袍、身高183公分、手持吹肥皂泡器具、留有長瀏海的俊美青年，而且人如其名，會使用泡沫類的忍術，和「第四代水影」櫓跟「曉」的干柿鬼鮫同屬霧忍，且跟櫓同樣身為祭品之力。動畫364集中正式登場，不久被培因擊敗並擒獲，其後被抽出六尾而死亡。漫畫515話中被兜以「穢土轉生」之術召喚出來，準備參加大戰。漫畫544話中被鳶做成自己專屬的培因六道後，跟鳶一樣擁有寫輪眼（右眼）與輪迴眼（左眼）之力。

## 七尾
重明（聲優：鈴村健一（日本）；林協忠（台灣）；鍾見麟（香港））
所屬忍者村：瀧隱
封印術：不明
能力：飛行、鱗粉隱身
特徵：擁有七條尾巴中的六隻翅膀和一條尾的甲蟲，上半身有藍色鎧甲，下半身是綠色腹部；九尾的回憶片段中，七尾曾是一隻幼蟲，經過時間成長後才變成現在的樣子。劇情中自稱「幸運七號」。
名字源自中國神話的重明鳥。
祭品之力：芙
瀧之國的瀧忍芙，其特徵為綠色頭髮、咖啡色肌膚，個性非常樂觀，是唯一一個不是住在忍者五大國的祭品之力，跟「曉」角都同屬瀧忍。在動畫615集瀧忍者村村長涉木對瀧忍者村得以分到七尾做出解釋，雖然瀧隱村的規模不及木葉和砂隱，但接二連三培養出了許多優秀上忍，被視為令人畏懼的忍村，所以才能在不屬於五大國忍村的情況下分到尾獸的配額。外道魔像在吸收一尾前顯示已經封印兩隻尾獸，隨後地達羅證實當時在捕獲我愛羅之前就已經擊敗兩個祭品之力（從漫畫和動畫原創可推知是指五尾與七尾）。在動畫中，七尾人柱力楓的個性和鳴人很相似，非常渴望結交朋友，對象包括已加入「曉」的同村忍者角都，動畫633話楓在中忍考試完結後被角都和飛段逮到並擒獲，其後被抽出七尾而死亡。漫畫515話中被兜以「穢土轉生」之術召喚出來，準備參加大戰。漫畫544話中被鳶做成自己專屬的培因六道後，跟鳶一樣擁有寫輪眼（右眼）與輪迴眼（左眼）之力。

## 八尾
牛鬼（聲優：相澤正輝（日本）；何志威（台灣）；陳永信（香港））
所屬忍者村：雲隱
封印術：鐵甲封印
能力：雷遁、封印術·億怒端數煩流奴
名字源自日本傳說的妖怪牛鬼。
特徵：身後為八條章魚腳尾巴的紅色蠻牛怪物，其斷裂的尾巴會自行恢復，但牠頭上的其中一隻犄角被四代雷影永久性切斷。
祭品之力：Blue B/深的伯父和父亲→Blue B/深→殺人蜂
雷之國的雲忍殺人蜂，為「雷影」義弟，其特徵是背七把刀，而第八把是變身所產生的「雷犁熱刀」，右邊膊頭上有「鐵」字，左面額有牛角的紋跡，身型壯碩，皮膚黝黑，性格極其古怪，喜歡在戰鬥時RAP歌，其夢想是成爲一名RAP歌手，但不容置疑的是他的力量，很輕易就能揮舞水月的「斬首大刀」和擊敗咒印狀態下的重吾，與佐助所率的「鷹」進行一輪交戰，曾一度佔上風，擊倒佐助一眾；但最終被佐助所施的「天照」燃燒至昏去，但水月為了拖延時間，他以自己的生命換取時間。直到曉成員在封印時才發現捕獲的殺人蜂竟然是八尾章魚腳所變的替身，真正的殺人蜂早已在戰鬥過程中躲進另一隻章魚腳並刻意用那隻腳作勢攻向香磷，讓佐助砍斷後沉入水底並脫離戰場，同時也是為了遠離村子對他的束縛，雖然順利逃離村子，但干柿鬼鮫找到了殺人蜂，在被鬼鮫殺死前的最後一刻，「雷影」一行人前來支援，殺人蜂與「雷影」合作，順利擊敗了鬼鮫，並將鮫肌取走，但那時的鬼鮫只是替身，真正的鬼鮫躲藏在鮫肌中調查雲隱的戰力，但是後來鬼鮫和阿凱戰鬥時，殺人蜂又再度取回鮫肌。
後來鳴人與大和與殺人蜂到瀑布後面的修練地修行，並助鳴人成功得到九尾的力量，鳴人也因此與母親見面，得知當年木葉忍者村遭九尾襲擊的情形，後識破躲在鲛肌的鬼鲛，並將其打成重傷，但吸收殺人蜂的查克拉後逃走，由阿凱追上，為了取回機密不惜將八門遁甲開至七門，最終是阿凱-晝虎VS鬼鲛-大鲛彈，由阿凱的晝虎以驚人的差距戰勝。
令人注意的是，八尾及其祭品之力初次對決鬼鮫時，被忍刀鮫肌吸收査克拉後由尾獸狀態2退回狀態1，破解尾獸查克拉無限一說，証明尾獸是擁有一定的查克拉量。
第四次忍戰人柱力監禁時，八尾坦承自己雖然不喜歡九尾，但是他認為九尾人柱力很有潛力，勸殺人蜂要幫助同為人柱力的鳴人，參戰時曾多次和個性叛逆的九尾鬥嘴，後來察覺到九尾由不合作至團結的改變。
在殺人蜂之前，四代雷影的堂兄弟Blue B/深及其伯父和父亲都擔任過八尾人柱力。
在動畫538話「心中的空洞、另一名祭品之力」中，透露殺人蜂之前的八尾祭品之力Blue B/深在三十年前落入大蛇丸設下的圈套而死，當時大蛇丸利用偽裝交給他會導致八尾失控的幻術藥物，並趁機強行解開他的鐵甲封印驅使八尾大鬧，接著趁亂從四代雷影斬斷的犄角刮取八尾細胞的樣本，以此培育出八尾犄角的複製品，其後Blue B/深被兜以「穢土轉生」之術召喚出來，而且他的身體被植入當時被大蛇丸收集來的八尾之力，使他擁有尾獸化的能力，最後Blue B/深在與殺人蜂的戰鬥中脫離穢土轉生的束縛。

## 九尾
九喇嘛（聲優：玄田哲章（日本）；陳宏瑋→陳幼文→何志威（台灣）；陳曙光→朱子聰（香港））
所屬忍者村：木葉
封印術：（漩渦鳴人）八卦封印（兩個四象封印所形成的偶數封印）、（波風湊）屍鬼封盡
能力：感知周遭的善意/惡意以及查克拉身體活性化（瞬身之術），還能將自身的查克拉經過調整後傳輸給他人使用以強化戰力。
特徵：擁有九條尾巴的妖怪狐狸。
構想源自日本傳說的妖怪九尾狐。
祭品之力：漩渦彌托→漩渦九品→漩渦鳴人（陽）/波風水門（陰）→漩渦鳴人（陰）→漩渦鳴人
第一任祭品之力是「初代火影」千手柱間的妻子、渦之國渦潮忍者村的漩渦彌托，第二任祭品之力是漩渦九品。現任祭品之力則是來自於火之國的木葉忍者漩渦鳴人，同時也是本故事中的主角，是「第四代火影・波風湊」的兒子。鳴人一出生時，「第四代火影」就將九尾陽查克拉封印於他身體內（絕大多數的陰查克拉被第四代火影用屍鬼封盡封印在自己體內），因此小時候在木葉忍者村裡沒人敢靠近他，也因為這樣，他跌入了寂寞的深淵。後來因為伊魯卡對他的關照，讓他覺得有人在乎他，他為了讓村裡的人都認同他，決定一定要當上「火影」，實踐自己的忍道，讓大家能認同他的存在。他是忍者學校裡的最後一名，常有人叫他吊車尾，最後通過考試，當上忍者，並與佐助和櫻分到第七小組，和他們一起給卡卡西教導。喜歡櫻。而自從佐助因為得到大蛇丸的咒印所以離去時，便由鹿丸，鳴人、寧次、丁次、牙所構成的隊伍執行任務，但最後卻還是沒能把佐助帶回。此事之後，鳴人決心修練自己，跟隨自來也在外修行。後來尾獸控制訓練中，鳴人的母親漩渦九品在精神領域內協助鳴人戰勝九尾妖狐。
動畫版中，火之寺的一名忍僧「空」也有九尾之力，是父親「守護忍十二士」和馬趁九尾肆虐木葉時收集其散發的查克拉，花費五年用不同於人柱力封印的方式移植到「空」的體內，並且不斷地使用封印術壓制，直到足以用來毀滅木葉，後來促使「空」進入九尾化的狀態，一度出現到四條尾巴，亦在同時使鳴人體內的力量直逼三條尾巴的極限，兩人共嗚的九尾査克拉就連木遁忍者大和也無法壓制，若是「空」出現九條尾巴時將會出現與九尾本尊實力相同的第二隻九尾（被和馬認為是九尾復活），但最終「空」的身體無法容納如此龐大的力量，他體內的九尾查克拉大量向外流失，事件結束後「空」離開火之寺到其他地方旅行。
在四代火影與九尾封印戰中呈現出「被封印部分查克拉後，九尾明顯變小了」，後來鳴人抽取出九尾查克拉並加以控管後，九尾本體縮成皮包骨，此後只有在祭品之力使用尾獸查克拉時，尾獸才能反過來汲取被閒置的祭品之力查克拉，據此推論尾獸的查克拉跟體型有某種程度的關聯性。因為「陰查克拉」被四代火影屍鬼封盡封印後，剩下的「陽查克拉」封印在鳴人體內，鳴人體內的九尾查克拉最多僅剩16年前的二分之一，使伴隨著鳴人成長的九尾的力量比不上16年前襲擊木葉忍者村的九尾。
雲隱曾經一度想要捕捉九尾，結果雲忍金角、銀角兩兄弟被九尾吞噬了，可是後來他們在九尾的肚子裡發飆，使得九尾受不了只好將兩人吐了出來，由於他們在受困期間吃下了九尾的查克拉肉，因此得以在九尾腹中待了兩周，也因此使他們就此擁有九尾查克拉，甚至有九尾化的能力（第四次忍戰時金角有出現六條尾巴）。然而後來雲隱有人仿效他們吃下了八尾的觸角，但結果不但沒有成為祭品之力，而且反而直接死了，因此雷影認為金角、銀角似乎跟六道仙人有血緣關係。
在力量篇中，兜複製了九尾的力量及形體，後來吸收天之矛的力量而增強，最後被鳴人打敗。
九尾查克拉的擁有者似乎有共鳴現象，如「空」的九尾化讓鳴人體內的九尾產生躁動；金角的九尾化和忍者之路的黑九尾也使鳴人出現相似的情況。
在漫畫第642話中，湊體內的九尾陰查克拉（以下分別以“陰九尾”以及“陽九尾”來稱呼湊以及鳴人體內的九尾，以便區分）首次在故事中以黑影的模樣登場，並主動與湊對話，然後於第643話（動畫第548～550集）顯現其真實樣貌，並在湊與鳴人碰拳的同時，與陽九尾進行了碰拳，由此可見九尾被分解的不只是查克拉，連意識也被分解成兩半，而且陰九尾在毛色上很明顯比陽九尾還要深很多。
湊體內的九尾查克拉是具有意識和形體的存在，不同於動畫版的「空」和四次忍戰的金角、銀角等人雖有能夠尾獸化的九尾查克拉但卻沒有九尾的意識和形體，因此湊可說是貨真價實的祭品之力。在陽九尾被宇智波斑吸走後，帶土把陰九尾和一尾還有八尾放進嗚人體內，令他集齊了所有尾獸的力量。最後鳴人在與佐助決戰時，陰九尾把所有力量交付給嗚人而陷入沉睡。
在電影特別篇中因為與鳴人的痛覺感官是同步的，因此在鳴人被失控的漩渦向日葵用柔拳打中穴道時，九尾也出現了類似鳴人的疼痛表情，自此之後九尾看到向日葵時會感到恐懼而躲起來。
許多網站跟讀者都宣稱其查克拉無限，但作者岸本齊史在火影忍者一書中沒有提起其查克拉為無限大，且從忍界大戰中，九喇嘛需要時間提煉查克拉給鳴人，可以看出九尾的查克拉仍是有限的。

## 十尾
別稱：天目一箇神、踏被、大太法師
能力：所有尾獸之力
封印術：六道封印
特徵：十尾的真面目為神樹，之後被大筒木輝夜用自己的意志創造出十尾，是查克拉的起源，擁有十條尾巴，單眼，眼睛花紋類似寫輪眼和輪迴眼組合而成，發射的「尾獸玉」威力都比其他尾獸強勁。
祭品之力：大筒木輝夜（輝夜又被視為十尾本身）→六道仙人→宇智波帶土→宇智波斑→大筒木輝夜。
漫畫467話鳶提及原來除了九隻尾獸之外，還有一隻十尾，是所有尾獸的集合體，在目前木葉忍者村的地底下有著宇智波一族代代相傳的秘密石碑，上面記載著「寫輪眼」和「萬花筒寫輪眼」的秘密，依照「寫輪眼」、「萬花筒寫輪眼」、「輪迴眼」可以增加閱讀的內容，原來當初六道仙人把十尾封印在自己體內，那個術就是至今沿用下來的祭品之力系統，後來封印十尾平定亂事被後代尊稱為「忍者之神」、「忍者始祖」，而彌留之際，因十尾力量過於強大，在六道仙人死亡後，封印便會自動解開，為了避免十尾再次現世，六道仙人便將十尾的查克拉分成九隻尾獸分散到各地，而十尾本體則是使用「地爆天星」，封印在力量無法到達的月球，鳶的「月之眼計畫」也是以十尾為中心，讓自己成為十尾的祭品之力，將瞳術投射在月亮之上的幻術，以「無限月讀」控制地球上的所有人類，進而統一世界。
漫畫637話帶土被四代火影秒殺，瀕死時突然把十尾（包含一尾至七尾、八尾的一隻腳和雲忍金角&銀角足以尾獸化的九尾査克拉）封印到自己體內成為十尾人柱力，漫畫640話成功控制體內的十尾，讓自己變成第二個六道仙人。
帶土被擊倒後本欲使用輪迴天生之術，但反而被黑絕控制，使宇智波斑獲得真正的肉體。漫畫659話斑利用从带土体内召喚出來的外道魔像強行將所有實體化的尾獸全吸進體內（由於鳴人身上只有一半的九尾之力，故九尾只被吸取一半的力量），成為第三個六道仙人。
之後輝夜的十尾查克拉曾與鳴人使出體內九隻尾獸之力的「超尾獸螺旋手裡劍」產生呼應，分離出九隻尾獸和額頭上有月之眼的兔子為主體的不穩定狀態，後來十尾和輝夜被封印時，九隻尾獸和兔子分別脫離外道魔像，隨後兔子在吐出被輝夜吸收的斑後就不知去向。